# Słustowo
Słustowo – wieś sołecka w Polsce położona w województwie mazowieckim, w powiecie nowodworskim, w gminie Nasielsk.
Prywatna wieś szlachecka Słostowo położona była w drugiej połowie XVI wieku w powiecie nowomiejskim ziemi zakroczymskiej województwa mazowieckiego. W latach 1975–1998 miejscowość administracyjnie należała do województwa ciechanowskiego.